# Clara Halvorsen
Clara Halvorsen (født 27. december 1991) er en politiker fra Radikale Venstre, opstillet til som kandidat til Folketinget af partiforeningen i Københavns Storkreds. Ved Folketingsvalget d. 1. november 2022 opnåede Clara Halvorsen 1399 personlige stemmer, hvilket ikke udløste et mandat i Folketinget. 
Halvorsen var partiets landsnæstformand fra 30. januar 2021 til 18. august 2021 hvor Sanne Klietsch afløste hende på posten. Halvorsen stillede op til valget til landsformand på Radikale Venstres landsmøde 2021, men tabte afstemningen til Mikkel Irminger Sarbo som fik 205 stemmer mod 135 stemmer til Halvorsen. Halvorsen sidder fortsat i Radikale Venstre Hovedbestyrelse og Forretningsudvalg.

## Ungdomsengagement
Clara Halvorsen har en baggrund som både næstformand i Radikal Ungdom (2014-2016) og medlem af styrelsen i Dansk Ungdoms Fællesråd (2017-2021). Hun var Danmarks ungdomsdelegat ved FN i 2017 og har sidenhen beskæftiget sig med verdensmål og ungeinddragelse.

## Uddannelse og karriere
Halvorsen blev i 2010 student fra Roskilde Katedralskole, og har dernæst opnået en bachelorgrad i statskundskab og en kandidatgrad i global udvikling/global development, begge fra Københavns Universitet. Hun er ansat som konsulent i Dansk Industris afdeling for Global Udvikling og Bæredygtighed. 